# Халиско
Халиско (на испански: Jalisco) е един от 31-те щата на Мексико. Разположен е в централнозападната част на страната. Халиско е с население от 6 752 113 жители (2005 г., 4-ти по население), а общата площ на щата е 80 386 км², което го прави 6-ия по площ щат в Мексико. Столицата на Халиско се казва Гуадалахара. Халиско е родното място на текилата.